# Санджів Сталін
Санджів Сталін (нар. 17 січня 2001) — індійський футболіст, захисник нижчолігового португальського клубу «Сертаненсе».

## Клубна кар'єра
У 10 річному віці Сталіна помітив іранський тренер Джамшид Нассірі, який рекомендував йому вступити до футбольної академії.

### «Індіан Ерроуз»
Навчався в АІФФ Еліт Академі, яка готувала футболістів для участі в домашньому юнацькому чемпіонаті світу (U-17) 2017 року. Після завершення турніру Санджіва відправили грати за «Індіан Ерроуз» — команді, яка належала Всеіндійській федерації футболу й укомплектована з гравців молодіжної збірної Індії до 20 років, щоб надати їм ігровий час. Дебютував у команді на професіональному рівні в першому матчі чемпіонату проти «Ченнай Сіті». Він розпочав поєдинок у стартовому складі та допоміг команді зберегти ворота в недоторканності, оскільки «Індіан Ерроуз» виграли з рахунком 3:0.

### «Авеш»
11 лютого 2020 року підписав 2-річний контракт з клубом португальської Прімейра-Ліги «Авеш».

## Кар'єра в збірній
Сталін представляв юнацьку збірну Індії (U-17), яка брала участь в домашньому юнацькому чемпіонаті світу (U-17) 2017 року.

## Статистика виступів

### Клубна
Станом на 11 лютого 2020
| Клуб              | Сезон             | Ліга              | Ліга  | Ліга | Кубок | Кубок | Континентальні | Континентальні | Загалом | Загалом |
| Клуб              | Сезон             | Дивізіон          | Матчі | Голи | Матчі | Голи  | Матчі          | Голи           | Матчі   | Голи    |
| ----------------- | ----------------- | ----------------- | ----- | ---- | ----- | ----- | -------------- | -------------- | ------- | ------- |
| «Індіан Ерроуз»   | 2017–18           | І-Ліга            | 17    | 0    | 0     | 0     | —              | —              | 17      | 0       |
| «Індіан Ерроуз»   | 2018–19           | І-Ліга            | 11    | 0    | 0     | 0     | —              | —              | 11      | 0       |
| «Авеш»            | 2019–20           | Прімейра-ліга     | 0     | 0    | 0     | 0     | —              | —              | 0       | 0       |
| Усього за кар'єру | Усього за кар'єру | Усього за кар'єру | 28    | 0    | 0     | 0     | 0              | 0              | 28      | 0       |

## Особисте життя
Народився в місті Бенгалуру, Карнатака. Батька звали Сталін, матір — Парамешварі. Його батьки тримають невелику швейну крамницю; мати — індіанка з Бірми, яка емігрувала до Індії, щоб допомогти своєму племіннику.